# Kabinett Cossiga I
Das Kabinett Cossiga I regierte Italien vom 4. August 1979 bis zum 4. April 1980, danach dann noch kurz das Kabinett Cossiga II. Ministerpräsident Francesco Cossiga (der 1985 Staatspräsident wurde) erhielt den Auftrag zur Regierungsbildung nach den Parlamentswahlen vom 27. Juni 1979, bei denen seine Christdemokratische Partei (DC) mit über 38 Prozent der abgegebenen Stimmen wiederum stärkste Partei wurde. Die DC bildete mit kleineren Parteien eine Koalition, die Minister kamen von der DC, von der sozialdemokratischen PSDI und von der liberalen PLI.

## Minister

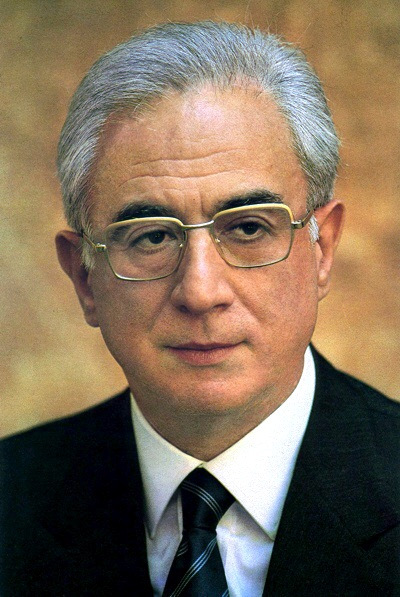
Francesco Cossiga

| Ministerien                    | Name                                                                             | Partei     |
| ------------------------------ | -------------------------------------------------------------------------------- | ---------- |
| Ministerpräsident              | Francesco Cossiga                                                                | DC         |
| Äußeres                        | Franco Maria Malfatti (bis 14. Januar 1980) Attilio Ruffini (ab 14. Januar 1980) | DC         |
| Inneres                        | Virginio Rognoni                                                                 | DC         |
| Justiz                         | Tommaso Morlino                                                                  | DC         |
| Verteidigung                   | Attilio Ruffini (bis 14. Januar 1980) Adolfo Sarti (ab 14. Januar 1980)          | DC         |
| Haushalt                       | Beniamino Andreatta                                                              | DC         |
| Finanzen                       | Franco Reviglio                                                                  | unabhängig |
| Schatz                         | Filippo Maria Pandolfi                                                           | DC         |
| Staatsbeteiligungen            | Siro Lombardini                                                                  | DC         |
| Landwirtschaft                 | Giovanni Marcora                                                                 | DC         |
| Öffentliche Arbeiten           | Franco Nicolazzi                                                                 | PSDI       |
| Verkehr                        | Luigi Preti                                                                      | PSDI       |
| Handelsmarine                  | Franco Evangelisti (bis 4. März 1980) Nicola Signorello (ab 4. März 1980)        | DC         |
| Industrie, Handel und Handwerk | Antonio Bisaglia                                                                 | DC         |
| Außenhandel                    | Gaetano Stammati                                                                 | DC         |
| Post                           | Vittorino Colombo                                                                | DC         |
| Gesundheit                     | Renato Altissimo                                                                 | PLI        |
| Arbeit und Soziales            | Vincenzo Scotti                                                                  | DC         |
| Kulturgüter und Umwelt         | Egidio Ariosto                                                                   | PSDI       |
| Bildung                        | Salvatore Valitutti                                                              | PLI        |
| Tourismus und Veranstaltungen  | Bernardo D’Arezzo                                                                | DC         |
| Minister ohne Geschäftsbereich | Name                                                                             | Partei     |
| Forschung                      | Vito Scalia                                                                      | DC         |
| Verwaltung                     | Massimo Severo Giannini                                                          | unabhängig |
| Süditalien                     | Michele Di Giesi                                                                 | PSDI       |
| Beziehungen zum Parlament      | Adolfo Sarti (bis 14. Januar 1980) Clelio Darida (ab 14. Januar 1980)            | DC         |